# Minmose (supervisor de los graneros)
Minmose fue un alto oficial del Antiguo Egipto bajo la reina gobernante Hatshepsut, durante la dinastía XVIII de Egipto.

## Biografía
Fue el supervisor del doble granero del reino. Está representado en el templo funerario de Hatshepsut en Deir el-Bahari en una escena donde se transporte en barco los dos obeliscos de Tutmosis I, erigidos al comienzo de su reinado. De esta forma se demuestra lainvolucración de la reina en la erección de estos monumentos. 
También aparece en objetos encontrados en la tumba KV60 de la nodriza de la reina, Sitre In que fue enterrada en el Valle de los Reyes. Minmose también puede aparecer en dos ostraca (pero sin título) que datan del décimo año del reinado de Hatshepsut, lo que podría dar fe de su participación en la construcción del templo funerario de la Reina. Minmose podría haber sido enterrado cerca del templo de Hatshepsut en Deir el-Bahari. Allí se encontró un enterramiento en una tumba de pozo (MMA 59) con los restos de un ataúd perteneciente a un Minmose, llamado Denergi. Este enterramiento ya fue saqueado en la antigüedad y reutilizado en la dinastía XXI.